# إيمانويل سيفيرينو
إيمانويل سيفيرينو (بالإيطالية: Emanuele Severino)‏ هو فيلسوف إيطالي، ولد في 26 فبراير 1929 في بريشا في إيطاليا.